# 前田旺志郎
前田旺志郎（日语：／ Maeda Ōshirō，2000年12月7日—）是日本一名演员、搞笑艺人，同时还曾是一名前儿童演员。他出身于大阪府的吹田市，隶属于松竹娱乐。
前田旺志郎与同属一家经纪公司的哥哥前田航基组成了搞笑组合前田前田，而旺志郎负责装傻。前田前田是M-1大赛最年轻的半决赛入围者，组合经纪合约隶属于松竹艺能。

## 演出作品
注：此章节列举的是前田旺志郎以个人名义出演之作品；以组合名义出演之作品请参看前田前田。如果为主役，则角色名会以粗体字表示。

### 电影
| 电影名                        | 日本发行公司                 | 日本公映日期   | 饰演角色       |
| ----------------------------- | ---------------------------- | -------------- | -------------- |
| 奇迹                          | GAGA                         | 2011年6月11日  | 木南龙之介     |
| 雪地巴迪                      | 华特迪士尼家庭娱乐公司       | 2009年1月21日  | 沙斯塔（配音） |
| 欢迎回来，隼鸟号              | 松竹                         | 2012年3月10日  | 岩松风也       |
| 超高速！参勤交代              | 松竹                         | 2014年6月21日  | 德川宗翰       |
| 海街日记                      | 东宝                         | 2015年6月13日  | 尾崎风太       |
| 旅鼠之夏                      |                              | 2017年10月1日  | 南木秀平       |
| 超·少年侦探团NEO－Beginning－ |                              | 2019年10月25日 | 塚原舜         |
| 电影之神                      | 松竹                         | 2021年4月16日  | 圆山勇太       |
| 错位的青春                    | Stylejam                     | 2021年8月20日  | 鹿島翔太       |
| 她喜歡的是BL，不是同志的我    | 万代南梦宫艺术、animoproduce | 2021年12月3日  | 高岡亮平       |
| 我的幸福婚約                  | 東寶                         | 2023年3月17日  | 五道佳斗       |
| 和山田談場Lv999的戀愛         | KADOKAWA                     | 2025年3月28日  | 岡本武明       |

### 舞台剧
- 三月花形歌舞伎〜児雷也豪傑譚話〜（2005年、京都南座）
- あかね空（2005年12月、新歌舞伎座）
- 最貧前線（2019年8月 - 10月）
- 音樂劇「夜の女たち」（2022年9月 - 10月） - 川北清

### 电视剧
- 歸來了嗎？33分鐘偵探（2009年3月21日，富士電視台） - 鞍馬六郎
- 大河劇（NHK）
  - 平清盛（2012年） - 平太（平清盛幼少期）
  - 韋馱天～東京奧運故事～（2019年） - 小池禮三
- 浪花少年偵探團（2012年7月2日 - 9月17日，TBS） - 原田修
- PRICELESS人生無價（2012年10月22日 - 12月24日，富士電視台） - 鞠丘貫太
- 大阪環狀線 每人在車站的愛情故事（2016年2月9日，關西電視台放送） - 樫野悠
- 四重奏 第3話（2017年1月31日，TBS） - 岩瀬純
- 豬籠草之夢（2017年8月5日 - 9月30日，富士電視台） - 福本知也
- 晨間小說連續劇（NHK）
  - 笑天家（2017年10月 - 2018年3月） - 舶来屋キース（幼少期）
  - 小女侍（2021年3月22日 - 5月14日） - 松島寛治
- 民眾之敵～這世道，不是很奇怪嗎！？～ 第3話（2017年11月5日，富士電視台） - 幹也
- 必殺仕事人2018（2018年1月7日，朝日電視台）
- 銀河鐵道999（2018年6月18日，BS SKY PerfecTV! ） - 星野鉄郎
- 法庭女王 第4話（2019年2月3日，TBS） - 中村明宏
- 騎士龍戰隊龍裝者 第10話（2019年5月19日，朝日電視台） - 森健太
- X光室的奇蹟 特別編（2019年6月24日，富士電視台） ‐ 平山良平
- MIU404 第3話（2020年7月10日，TBS）- 勝俣奏太
- 騷亂時節的少女們。（2020年9月9日 - 10月28日，MBS・TBS） - 天城駿
- 貓（2020年11月14日 - 12月19日，東京電視台） - 主演・天音光司 （與小西櫻子雙主演）
- 為你著迷（2021年1月7日 - 2月4日，MBS） - 小松豐
- 跳水男孩（2021年4月15日 - 7月1日，東京電視台） - 坂井弘也
- 要來杯咖啡嗎 最終話（2021年5月24日，東京電視台） - 流浪漢・たこ（Tako）
- 婚活偵探（2022年1月8日 - 2月12日，BS東視） - 八神旬
- 心動迎戰Song！ 第3話（2022年1月25日，TBS） - クリス（Chris）
- 女神的教室～法學青春白皮書～（2023年1月9日 - 3月20日，富士電視台）- 桐矢純平
- Dr.Chocolate（2023年4月22日 - 6月24日，日本電視台） - お笑い（搞笑藝人）/ 落合瞬
- 我們的校內放送（2023年8月2日 - 8月23日，富士電視台） - 大城健太
- 編舟記（2024年2月18日 - 4月21日，NHK BS・NHK BS Premium 4K）- 天童充
- 柚木家的四兄弟（2024年5月27日 - 7月18日，NHK綜合）- 宮本大樹
- 那孩子的孩子（2024年6月25日 - 9月17日，關西電視台・富士電視台）- 笹部隼人
- Okura～難解事件搜查～（2024年10月8日 - 12月17日，富士電視台）- 吉岡雷
- 小鎮星熱點 第4話・第5話・第7話・第9話（2025年2月2日・2月9日・2月23日・3月9日，日本電視台）- 松崎將吾
- PJ航空救難團（2025年4月24日 - 6月19日，朝日電視台）- 近藤守

### 网络剧
- 福家堂本舗 -KYOTO LOVE STORY-（2016年10月19日 - 12月28日、Amazon Prime Video） - 庵智
- 假面騎士BLACK SUN（2022年） - 飾演 堂波真一（1972年）

### 综艺节目
- メレンゲの気持ち（2015年7月25日、日本電視台）
- テストの花道 ニューベンゼミ（2017年4月3日 - 2018年3月26日、NHK教育頻道） - ゼミ長
- A-Studio+（2021年11月26日、TBS電視台）

### 廣播電台
- 劇ラヂ! ライブ ラジオドラマ「無くならへん」（2013年、NHK廣播1台）
- FMシアター「引き出したのなら 仕舞っておいて」（2015年12月5日、NHK-FM）
- 爆笑問題の日曜サンデー (2021年8月1日・TBS電台）ここは赤坂応接間 - 嘉賓

### 广告
- 丸大食品（2007年7月 - 2008年6月）
- P&G「ジョイ」（2006年 - ） - ジョイ君の声
- 進研ゼミ小学講座（2012年3月）
- 味之素「クックドゥ 今日の大皿」（2012年）共演：松重豐
- KDDI・沖縄セルラー電話（各au）「CHANNEL au」、「auの学割」、「auにかえる割」、「auスマートバリュー」他（2013年2月4日 - 2014年1月15日）共演：剛力彩芽・井川遙・森三中・和田現子・卡莉怪妞・哀川翔
- 瑞穗金融集團 東京2020「心の叫び篇」（2021年7月 - ）

## 書籍
- 子どもの身長がぐんぐん伸びる! 肩甲骨盤連動ストレッチ（2013年8月28日、主婦之友社） - 與川合利幸共同著作 ISBN 978-4-07-289503-0
- まっぷるマガジン(関西08)大阪（2009年、昭文社）
- SKYWARD（2011年7月、日本航空機内雜誌）